# Zondervan
Zondervan est une maison d'édition publiant des livres liés au christianisme évangélique. Son siège est situé à Grand Rapids (Michigan), aux États-Unis.

## Histoire
Zondervan a été fondée en 1931 à Grandville, près de Grand Rapids (Michigan) par deux frères, Peter Zondervan et Bernard Zondervan,,. L'entreprise a donc commencé dans la ferme familiale. Puis elle a déménagé à Grand Rapids (Michigan). En 1988, l'entreprise a été achetée par HarperCollins , possédé lui-même par News Corporation, le groupe de Rupert Murdoch. Au moment de ce rachat, Zondervan a un chiffre d'affaires de 105,8 millions de dollars. Il produit des livres et des disques, mais sa notoriété est essentiellement associée à ses livres religieux, et notamment à une nouvelle version de la Bible, en tête des ventes parmi les différentes versions de la Bible proposées sur le marché américain,,.